# Karl Ramsayer
Karl Heinrich Ramsayer (* 29. September 1911 in Schwäbisch Gmünd; † 24. Dezember 1982 bei Stuttgart) war ein deutscher Geodät und langjähriger Professor an der Universität Stuttgart. Er gilt als Doyen der Geodätischen Astronomie und der erstmaligen Verbindung zwischen Elektronik, Navigation und Geowissenschaften.

## Ausbildung
Ramsayer, Sohn eines Maschinisten, studierte ab 1931 Geodäsie an der TH Stuttgart und wurde 1935 Diplom-Ingenieur. Von 1938 bis 1941 war er wissenschaftlicher Mitarbeiter an der Deutschen Versuchsanstalt für Luftfahrt in Berlin-Adlershof. 1943 wurde er dort Leiter der Gruppe für terrestrische und astronomische Navigation. Die Gruppenleitung übte er bis 1945 aus.
Ramsayer promovierte 1940 in Berlin mit der Dissertation Die Änderung der Elemente magnetischer Störgebiete mit der Höhe und ihr Einfluß auf die Flugnavigation.

## Hochschullehrer und Forscher in Stuttgart
Ab 1946 war Ramsayer Dozent, 1947 zunächst außerordentlicher, dann ordentlicher Hochschulprofessor für Vermessungskunde und Institutsdirektor am Geodätischen Institut der TH (der späteren Universität Stuttgart). Er gründete als solcher in den 1960er Jahren das Institut für Flugnavigation. Letzteres entwickelte sich unter seiner Führung zum weltweiten Ansprechpartner für die Ortung in der Luftfahrt und ihren Beginn der Automatisierung.

### Entwicklung der globalen und deutschen Flugnavigation
In den späten 1970er Jahren hatte die Gruppe für Flugnavigation meistens über 30 Mitarbeiter in Forschung, Entwicklung und Lehre. Bis zu dieser Zeit war sie die einzige Institution innerhalb der Industrieländer, die sich auf neue Methoden der Navigation und Flugführung spezialisiert hatte.
Bahnbrechend waren die Forschungen zur Koppelnavigation – unter anderem durch die Entwicklung der ersten automatischen Koppelkarte, die sich auf Messungen mit dem Dopplerradar stützte. Dadurch konnten einerseits die Piloten von „lästigen“, aber wichtigen Ortungsaufgaben entlastet werden, andererseits stieg die Genauigkeit der Positionsbestimmung um mehr als 50 %.

Weitere wichtige Themenkreise des Instituts für Flugnavigation war die Astronomische Navigation, die Entwicklung von Funktions-Rechenmaschinen (mehrere Patente) und die Weiterentwicklung von Sextanten und optimaler Kartenprojektionen für Flugkarten. Ramsayer begründete das neue, anspruchsvolle Gebiet der Integrierten Navigation: darunter versteht man eine Zusammenführung von 5 bis 10 sehr verschiedenen Ortungsmethoden zur optimalen Kombination ihrer Vorzüge und Kompensation ihrer Schwächen. Mehrere große Projekte im Rahmen der NATO und zahlreiche Testflüge mit verschiedensten Entwicklungen zeigten die Bedeutung dieser Arbeiten.
Ramsayer führte das Geodätische Institut bis Mai 1980 und jenes für Flugnavigation bis 1981. Nachfolger im ersteren wurde Erik Grafarend, während das zweitere vom Physiker Philipp Hartl in das Zeitalter von GPS und Fernerkundung geführt wurde.

### Ramsayer und die Geodäsie
Ramsayer wirkte gegenüber seinen Assistenten und Mitarbeitern als streng, zurückhaltend und äußerst zielstrebig. Privat war er dem Vernehmen nach von großer Liebenswürdigkeit. Er lebte auch nach seiner Emeritierung in einem Vorort von Stuttgart, starb aber relativ bald danach.
Am 21. Mai 1976 verlieh ihm die Landwirtschaftliche Fakultät der Rheinischen Friedrich-Wilhelms-Universität Bonn „in Anerkennung seiner außergewöhnlichen Verdienste um die Entwicklung der Methodik der astronomisch-geodätischen Beobachtungen und um die Lösung des Höhenproblems in dreidimensionalen geodätischen Netzen“ die Würde eines Dr.-Ing. honoris causa. Kurz vor seinem Tod erhielt er 1982 noch die größte Ehrung der österreichischen Geodäsie, die Friedrich-Hopfner-Medaille der TU Wien.
Er publizierte mehrere Fachbücher und einige hundert Artikel in Fachzeitschriften bzw. auf Kongressen. Unter der Vielfalt seiner Forschungsthemen seien genannt: die dreidimensionale und die Integrierte Geodäsie, zahlreiche Genauigkeitsstudien für das Vermessungswesen und die Navigation sowie das unten angeführte Standardwerk der Geodätischen Astronomie.

## Fachliteratur
- Geodätische Astronomie (1969): Geodätische Astronomie. Handbuch der Vermessungskunde, Band IIa, J.B. Metzler-Verlag Stuttgart; mit 900 Seiten und bis dato unübertroffener Vollständigkeit.
- Festkolloquium am 9. Mai 1980 aus Anlaß der Verabschiedung von o. Prof. Dr-Ing. Karl Ramsayer vom Geodätischen Institut der Universität Stuttgart. DGK Reihe E, Heft 19, München 1981, ISBN 3-7696-9664-6.
- Festvortrag an der TU Wien (1982) und Überblick zu Ramsayers Lebenswerk: Österr. Zeitschrift für Vermessungswesen und Photogrammetrie (ÖZfVuPh), 70. Jahrgang, Verlag Rohrer, Baden bei Wien, S. 231–233.